# 新格里戈里夫卡德魯加
48°3′58″N 32°55′59″E / 48.06611°N 32.93306°E
第二新赫里霍里夫卡（烏克蘭語：Новогригорівка Друга），是烏克蘭中部的村莊，隸屬基洛夫格勒州的克羅皮夫尼茨基區。該村始建於1898年，面積9.51平方公里，海拔高度97米，2001年人口378，人口密度每平方公里39.7人。